# 쉬탈 쉬스

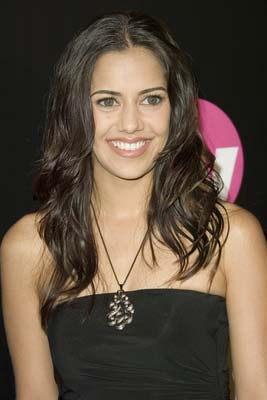

쉬탈 쉬스(Sheetal Sheth, 1976년 6월 24일 ~ )는 미국의 배우, 텔레비전 배우, 영화배우, 성우이다.
캠던에서 태어났다.

## 영화
- 그린 (2017년)
- 레인 (2012년) - 패드와 역
- 나이스 걸즈 크루: 에피소드 2 (2012년)
- 예스 위 아 오픈 (2011년) - 엘레나 역
- 와이 엠 아이 두잉 디스? (2009년)
- 트러블 위드 로맨스 (2009년)
- 아이 캔트 싱크 스트레이트 (2008년) - 레일라 역
- 월드 언씬 (2007년)
- 댄싱 인 트와이라잇 (2005년)
- 이슬람 세계에서 코미디 찾기 (2005년)
- 공주와 해병 (2001년)